# Julian Zenger
Julian Zenger (Wangen, 26 de agosto de 1997) é um jogador de voleibol profissional alemão que atua na posição de líbero.

## Carreira

### Clube
Zenger começou sua carreira no TSG Leutkirch. Em 2013, ele jogou pelo Volley YoungStars, a equipe juvenil do VfB Friedrichshafen.[ligação inativa] De 2017 a 2019, atuou pelo United Volleys Rhein-Main. Após transferir-se para o Berlin Recycling Volleys, conquistou um título do Campeonato Alemão e dois da Supercopa Alemã.[ligação inativa]
Em 2021, o líbero transferiu-se para o voleibol italiano após assinar contrato com o Itas Trentino. Disputando seu primeiro Mundial de Clubes, o líbero conquistou o terceiro lugar no Campeonato Mundial de Clubes de 2021 ao derrotar o Funvic Natal por 3 sets a 0. Em 2022, o atleta alemão fechou contrato para jogar a próxima temporada pelo Pallavolo Padova.

### Seleção
Zenger atuou nas categorias de base da seleção alemã de 2014 a 2016. Recebeu a primeira convocação para representar a seleção adulta alemã em 2017, onde foi vice-campeão do Campeonato Europeu de 2017 perdendo a final para a seleção russa por 3 sets a 2.

## Títulos
Berlin Recycling Volleys
- Campeonato Alemão: 2020–21
- Copa da Alemanha: 2019–20
- Supercopa Alemã: 2019, 2020

Itas Trentino
- Supercopa Italiana: 2021

## Clubes
| Anos      | Clube                     |
| --------- | ------------------------- |
| 2016–2017 | VC Olympia Berlin         |
| 2017–2018 | VfB Friedrichshafen       |
| 2018–2019 | United Volleys Rhein-Main |
| 2019–2021 | Berlin Recycling Volleys  |
| 2021–2022 | Itas Trentino             |
| 2022–     | Sonepar Padova            |

## Prêmios individuais
- 2024: Torneio Hubert Jerzeg Wagner – Melhor líbero